# Cosmos 257
Cosmos 257 (en cirílico, Космос 257) fue un satélite artificial militar soviético perteneciente a la clase de satélites DS (de tipo DS-P1-Yu) y lanzado el 3 de diciembre de 1968 mediante un cohete Kosmos-2I desde el cosmódromo de Plesetsk.

## Objetivos
Cosmos 257 fue parte de un sistema de satélites utilizados como objetivos de prueba para el sistema de radares antibalísticos soviéticos. Los satélites del tipo DS-P1-Yu fueron desarrollados por V. M. Kovtunenko en la OKB-586 y fueron utilizados hasta 1978, con un total de 78 lanzamientos.
El propósito declarado por la Unión Soviética ante la Organización de las Naciones Unidas en el momento del lanzamiento era realizar "investigaciones de la atmósfera superior y el espacio exterior".

## Características
El satélite tenía una masa de 400 kg (aunque otras fuentes indican 325 kg) y fue inyectado inicialmente en una órbita con un perigeo de 282 km y un apogeo de 470 km, con una inclinación orbital de 71 grados y un periodo de 92 minutos.
Cosmos 257 reentró en la atmósfera el 5 de marzo de 1969.

## Resultados científicos
El cohete lanzador de Cosmos 257 quedó en órbita durante un tiempo y su decaimiento (junto con el de otros vehículos en órbita) fue objeto de estudio para refinar y mejorar los modelos de frenado atmosférico.